# Essamenkou
Essamenkou (ou Esaminkou, Essaminkou) est un village du Cameroun situé dans le département du Dja-et-Lobo et la région du Sud, à proximité de la frontière avec le Gabon, sur la route qui relie Djoum à Oveng. Il fait partie de la commune d'Oveng.

## Population
La plupart des habitants sont des Fang.
En 1963, Essamenkou comptait 72 habitants. Lors du recensement de 2005, 110 personnes y ont été dénombrées.